# Ordem dos Advogados Portugueses
A Ordem dos Advogados Portugueses GOSE • MHL (OAP) é a associação pública profissional portuguesa representativa dos licenciados em Direito que, em conformidade com os preceitos do respectivo Estatuto e demais disposições legais aplicáveis, exercem profissionalmente a advocacia.

## História
A Ordem dos Advogados Portugueses foi criada pelo Decreto N.º 11 715, de 12 de Junho de 1926. A sua génese remonta à primeira metade do século XIX, com a Associação dos Advogados de Lisboa, cujos Estatutos foram aprovados em 1838.
A 17 de Novembro de 1955 foi agraciada com o grau de Grande-Oficial da Antiga, Nobilíssima e Esclarecida Ordem Militar de Sant'Iago da Espada, do Mérito Científico, Literário e Artístico e a 14 de Fevereiro de 1992 com o grau de Membro-Honorário da Ordem da Liberdade.

## Estatutos
Os actuais Estatutos foram aprovados pela Lei N.º 145/2015, de 09 de Setembro.

## Revista
O seu órgão oficial é a Revista da Ordem dos Advogados (ROA).

## Bastonários[6]
1. 1927-1929: Vicente Rodrigues Monteiro
2. 1930-1932: Fernando Martins de Carvalho
3. 1933-1935: José Maria de Vilhena Barbosa de Magalhães
4. 1936-1937: Domingos Pinto Coelho
5. 1937-1938: Mário Pinheiro Chagas
6. 1939-1941: Carlos Ferreira Pires
7. 1942-1942: João Catanho de Meneses
8. 1942-1944: Acácio Ludgero de Almeida Furtado
9. 1945-1947: António Emídio da Silva de Sá Nogueira
10. 1948-1950: Artur de Morais de Carvalho
11. 1951-1956: Adelino Hermitério da Palma Carlos
12. 1957-1971: Pedro Goes Pitta
13. 1972-1974: Ângelo de Almeida Ribeiro
14. 1975-1977: Mário Ferreira Bastos Raposo
15. 1978-1980: António Carlos Lima
16. 1981-1983: José Manuel Coelho Ribeiro
17. 1984-1986: António Osório de Castro
18. 1987-1989: Augusto Lopes Cardoso
19. 1990-1992: Maria de Jesus de Brito Lamas Moreira Serra Lopes
20. 1993-1998: Júlio de Lemos de Castro Caldas
21. 1999-2001: António Pais Pires de Lima
22. 2002-2004: José Miguel de Alarcão Júdice
23. 2005-2007: Rogério Paulo Castanho Alves
24. 2008-2013: António de Sousa Marinho e Pinto
25. 2014-2016: Elina Marlene Sousa Fraga
26. 2017-2019: Guilherme Coelho dos Santos Figueiredo
27. 2020-2022: Luís Manuel Teles de Meneses Leitão
28. 2023-2025: Fernanda de Almeida Pinheiro
29. 2025~presente: João Massano